# Tanácsköztársaság
A tanácsköztársaság vagy szovjetköztársaság olyan államforma illetve kormányzati forma, amelyben a hatalmat közvetlenül munkástanácsok, szovjetek gyakorolják. A fogalom a köztudatban szorosan kötődik a kommunista államokhoz, habár eredetileg nem egy meghatározott politikai irányzathoz kapcsolódott, hanem a történelem során valaha létrejött demokráciák egy sajátos, nem parlamentáris népuralmi formáját jelölte. 1919. március 21-én Budapesten kiáltották ki a Magyarországi Tanácsköztársaságot, létrehozva az 1917-es októberi orosz forradalom példáját követve Magyarországon is a proletariátus osztályuralmát.

## Az oroszországi tanácsköztársaság (szovjetköztársaság) (1917–1922)

Vörös csillag szimbólum, megalkotójának személye ismeretlen

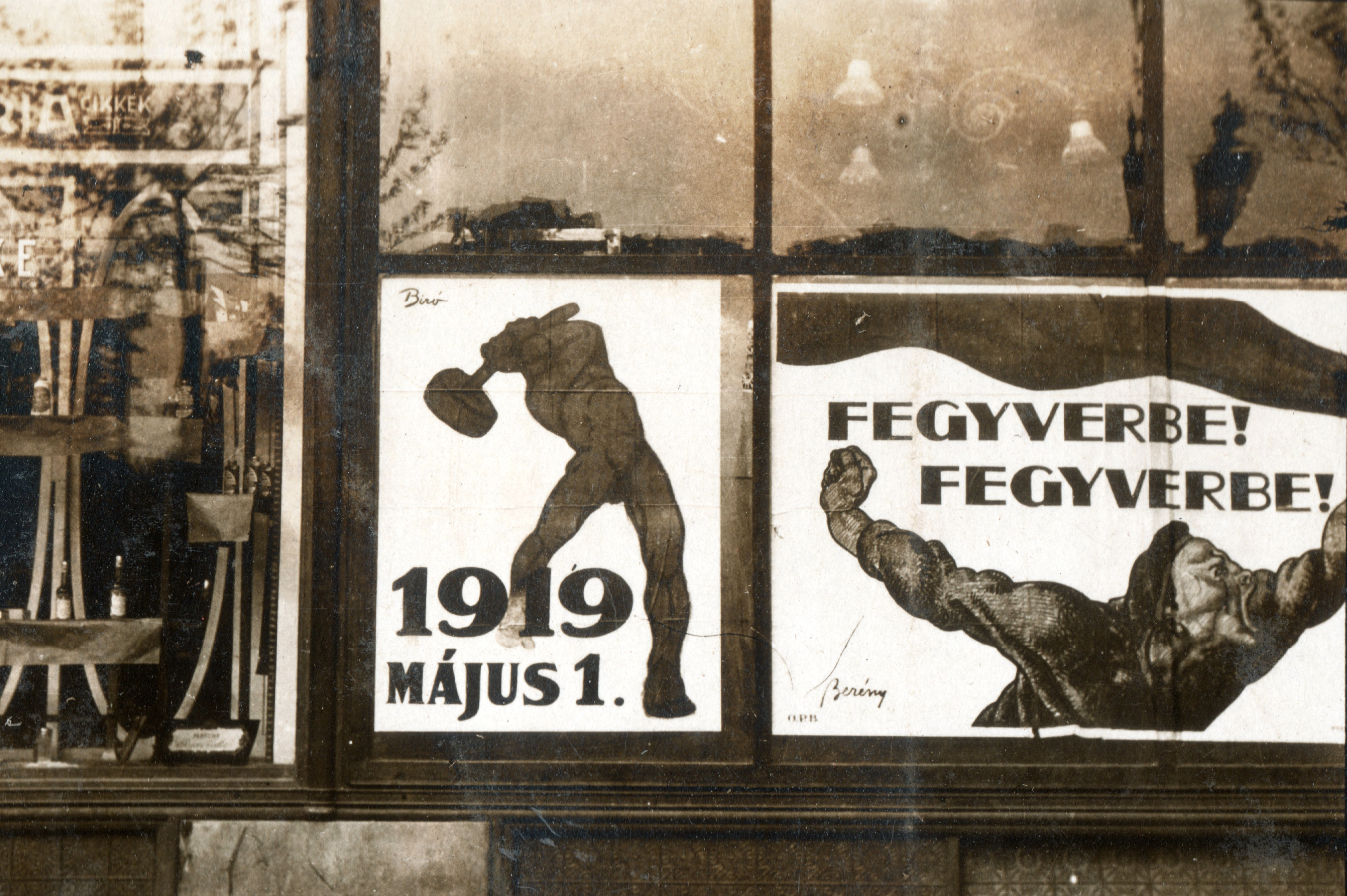
Budapesti plakátok a Tanácsköztársaság idején

Oroszországban az első munkás- és katonatanácsok (oroszul советы, szovjetek) az 1905-ös forradalom idején alakultak. Az első világháborút és az 1917-es februári forradalmat követően újraalakultak. Ezt követően – szemben Lvov herceg majd Kerenszkij polgári jellegű, koalíciós Ideiglenes Kormányával – a Lenin vezette bolsevik párt (akkor még Összoroszországi Szociáldemokrata Párt) kiadta  a „Minden hatalmat a szovjeteknek!” jelszót. A hatalom fegyveres átvételére végül 1917. november 7-én (a régi juliánus naptár szerint október 26-án, innen az októberi forradalom elnevezés) került sor, amikor a Kerenszkij-kormány megdöntése után a pétervári szovjet vette át az állam irányítását. Az első szovjet kormány még koalíciós kormány volt, de 1918-ban már csak bolsevikokból állt, akik (a gyorsan kirobbanó polgárháborúra hivatkozva) proletárdiktatúrát vezettek be.
Szovjet-Oroszországból és az egykori Orosz Birodalom területén létrejött bolsevik államból 1922-ben alakult meg a Szovjet Szocialista Köztársaságok Szövetsége, közkeletű elnevezéssel Szovjetunió.
Az első világháborút követő forradalmak idején rövid életű kommunista hatalomátvételek zajlottak le (Bajor Tanácsköztársaság: 1919. április 6-május 3., Szlovák Tanácsköztársaság 1919. június 16-ától július 7-ig). Ezek lényegében az orosz mintát követték, és az elnevezést is onnan vették át. Az orosz Tanácsköztársaságban, majd a Szovjetunióban a húszas évek elején sajátos bürokratikus, egypártrendszerű diktatúra jött létre, amelyben az eredeti hatalmi szerveknek, a szovjeteknek már csupán végrehajtó szerep jutott.

## Magyarországi Tanácsköztársaság

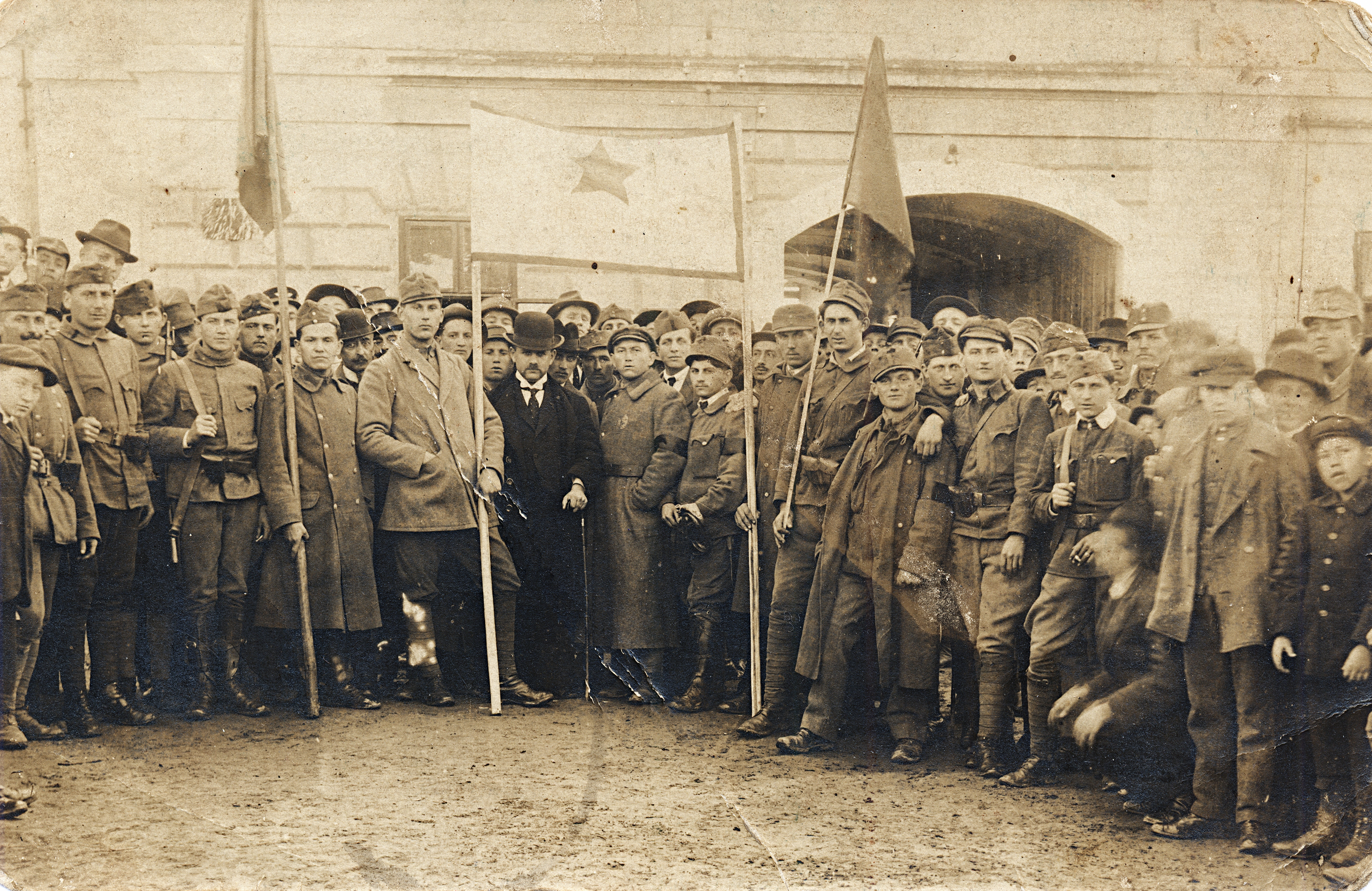
Vöröskatonák az Őszirózsás forradalom napjaiban

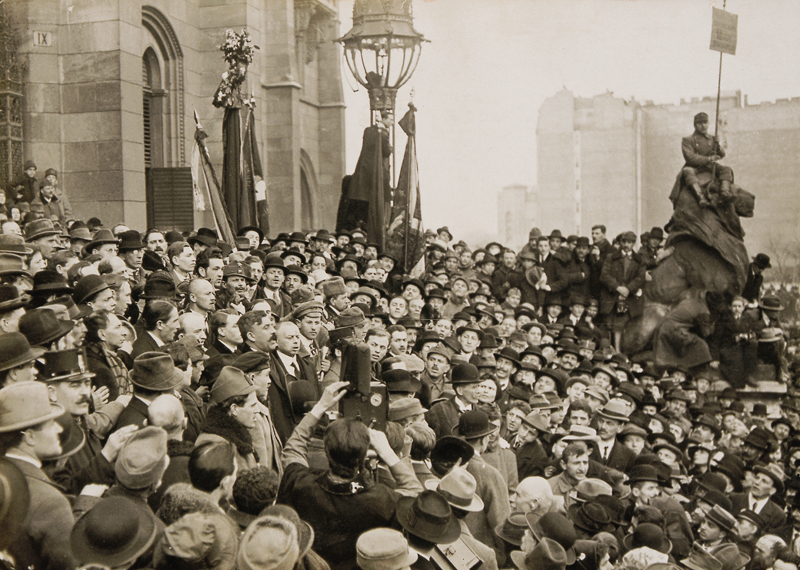
Garbai Sándor és Kun Béla bejelentik a Magyar Tanácsköztársaság kikiáltását (1919)

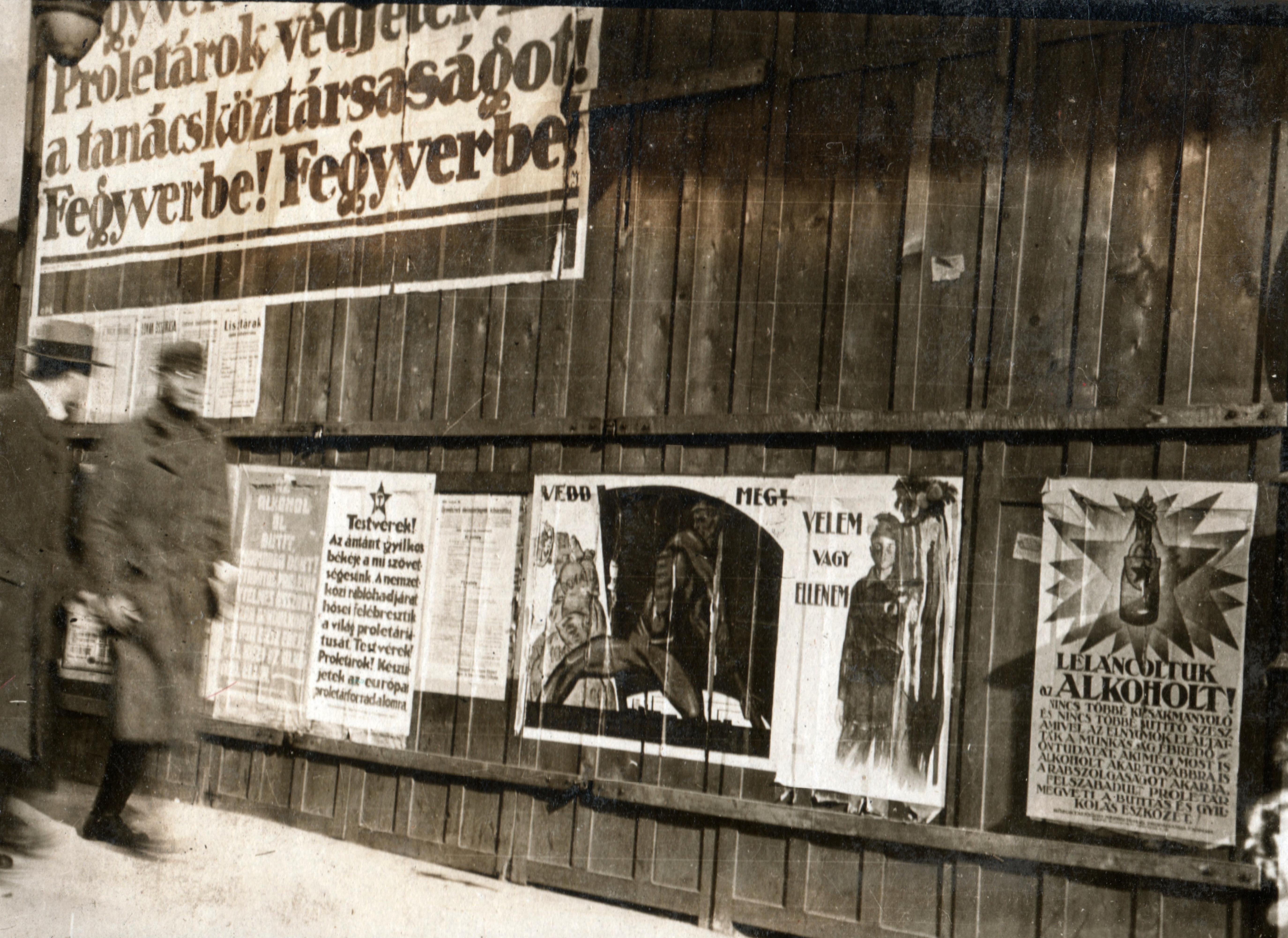
Budapesti utcakép a kommün alatt, Dankó Ödön Védd meg! A proletárok hatalmát című plakátjával

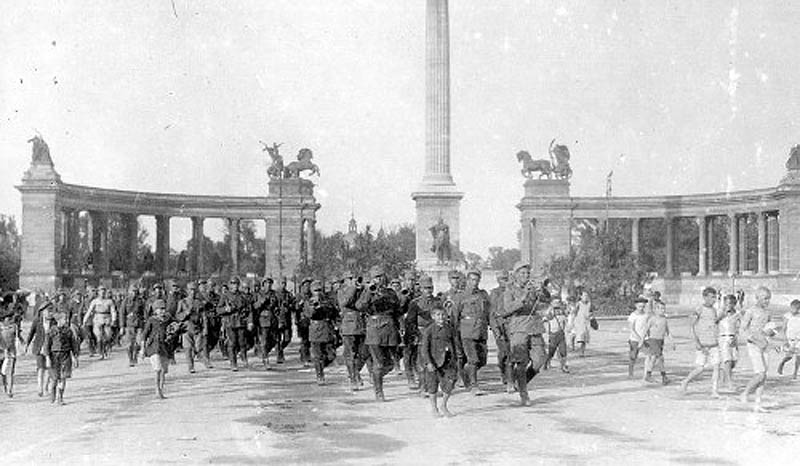
Megszálló román csapatok a budapesti Hősök terén 1919-ben

A tanácsköztársaság Magyarország államformája volt 1919. március 21-étől 1919. augusztus 1-jéig. (Ezzel párhuzamosan a Magyar Népköztársaság elnevezés is használatban volt.)
1919. március 21-én az antant-hatalmak által küldött ultimátum hatására – amely a román közigazgatás kiterjesztését írta elő a Tisza vonaláig – lemondott az addigi polgári demokratikus koalíciós kormány, a gyengülő szociáldemokraták pedig bevonták az addigra a munkások körében megerősödött Kommunisták Magyarországi Pártját a hatalomba: a két párt egyesült és kikiáltották a Tanácsköztársaságot, létrejött a proletárdiktatúra.
Orosz mintára munkástanács-igazgatást vezettek be az üzemekben, köztulajdonba vették a lakóházakat, szállodákat, oktatási intézményeket, üzleteket, végül pedig a földbirtokok szocializálásáról jelent meg rendelet. Mindez új problémák tömegét hozta felszínre a mindennapi élet és a termelés, elsősorban a frissen létrehozott magyar Vörös Hadsereg ellátása tekintetében.
A Tanácsköztársaság folyamatos külső nyomás alatt állt, egységét csak erős hadsereggel tudta fenntartani. A Vörös Hadsereget a tisztikar is támogatta, és a sokat tapasztalt Stromfeld Aurél irányította. Az északi hadjárat sikerei után Clemenceau francia miniszterelnök politikai nyomására Kun Béla a Vörös Hadsereget visszarendelte az elfoglalt területekről, ez demoralizálta a katonákat, teljesen megtörte az addig győztes hadsereg morálját, a vöröskatonák közül sokan haza indultak. Stromfeld Aurél is lemondott posztjáról. A védtelenül maradt ország, a több irányból szorongató túlerővel szemben végül július 31-én összeomlott. Magyarország egész területét megszállták a világháborút megnyerő antant-országok csapatai.

## Bajor Tanácsköztársaság
1919. április 7-én – a helyi kommunisták részvétele nélkül kiáltották ki a Tanácsköztársaságot Bajorországban. Április 13-án a kommunisták is csatlakoznak, a szociáldemokrata kormány azonban május 3-ára körülzáratta Münchent, és a katonaság felszámolta a Tanácsköztársaság központját.

## Szlovák Tanácsköztársaság
A magyar Vörös Hadsereg 1919-es északi hadjáratában visszafoglalta a Felvidéket, és egészen a lengyel határig jutott. A katonai sikerek hatására Eperjesen június 16-án kikiáltották a Szlovák Tanácsköztársaságot – amelynek azonban semmilyen belső támogatottsága nem volt, és július 7-én a Vörös Hadsereg visszavonulását követően elbukott.